# 소마군

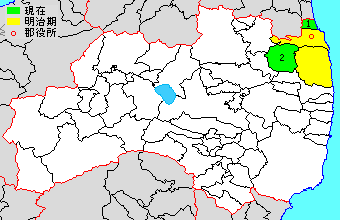
소마 군의 위치

소마군(일본어: 相馬郡, そうまぐん)은 일본 후쿠시마현의 군이다.
인구 7,965명, 면적 276.83km², 인구밀도 28.8명/km².(2025년 3월 1일, 추계인구)
이하 1정 1촌으로 구성된다.
- 신치정(新地町)
- 이타테촌(飯舘村)

## 역사
- 2006년 1월 1일 - 오다카 정, 가시마 정이 하라마치시와 합병해 미나미소마시가 되어 군에서 이탈하였다.